# Генерал-хорунжий

Погоны Украинской национальной армии (УНА),1945 г.
12 — генерал-хорунжий; 13 — генерал-поручик; 14 — генерал-полковник

Петлица генерал-хорунжего

Генерал-хорунжий — звание генеральского состава в украинских Вооружённых силах (армии Украинской народной республики, Западно-Украинской народной республики; Украинской повстанческой армии, Украинской национальной армии), в польских армиях и др. Первое по степени генеральское звание (НАТО OФ-6) после полковника, и ниже воинского звания генерал-поручик (или генерал-значковой). В современном значении — генерал-майор.
В армии Украинской державы использовалось похожее название — «генеральный хорунжий», соответствующее и преемственное чину в гетманской администрации и войсках XVII—XVIII веков.

## Генерал-хорунжие УНР
- Греков, Александр Петрович (генерал)
- В. А. Ольшевский
- М. В. Омельянович-Павленко (1918—1920)
- И. В. Омельянович-Павленко
- В. А. Павленко
- К. А. Присовский
- В. А. Савченко-Бельский
- П. Ф. Шандрук
- Н. Г. Архипович
- В. П. Сальский
- В. М. Трутенко
- В. Н. Тютюнник
- Ю. О. Тютюнник
- А. В. Осецкий
- И. И. Натиев
- М. Д. Безручко
- С. Ф. Ефремов
- Н. И. Удовиченко
- Н. И. Устимович
- А. Я. Шайбле
- А. Г. Лигнау
- Й. М. Витошинский-Доброволя
- Э. И. Башинский
- Н. И. Яшниченко
- С. Т. Яськевич (в эмиграции)
- П. М. Базилевский (в эмиграции)
- П. Г. Дьяченко (в эмиграции)
- Т. Янов
- В. А. Янченко
- А. В. Дорошкевич
- А. Д. Алмазов

## Генерал-хорунжие ЗУНР
- О. Микитка

## Генерал-хорунжие УПА
- 1945 — Грицай (Перебейнос) Дмитрий Михайлович (1907—1945)
- 1945 (посмертно) — Гасин Александр Иванович (1907—1949)
- 1945 (посмертно) — Ступницкий Леонид Венедиктович (1892—1944)
- 1945 (посмертно) — Трейко Иван Демидович (1898—1945)
- 1946 — Шухевич Роман Иосифович (1907—1950)
- 1952 — Кук Василий Степанович (1913—2007)

Кроме того, в УПА были присвоены звания, равные генерал-хорунжему: генерал-политвоспитателя — в 1952 посмертно Ивану Степановичу Климову (1909—1942) и Дмитрию Маевскому (1914—1945); генерал-контрразведчика — посмертно Николаю Васильевичу Арсенич-Березовскому (1910—1947).